# Acetofenon
Az acetofenon (vagy fenil-metil-keton) az aromás ketonok közé tartozik. Összegképlete C8H8O. A legegyszerűbb alkil-aril-keton. Színtelen, kellemes szagú folyadék, a természetben illóolajokban fordul elő. Altató hatású, korábban altatószerként, hipnotikumként használták (innen a vegyület hipnon neve). Kellemes illata miatt az illatszeripar felhasználja. Magas forráspontú oldószerként is felhasználható. Szintézisek kiindulási anyaga.

## Tulajdonságai

### Fizikai tulajdonságai
Színtelen, kellemes szagú folyadék. Olvadáspontja 20 °C, forráspontja 202 °C. Vízben rosszul, szerves oldószerekben (alkoholban, éterben) jól oldódik.

### Kémiai tulajdonságai
Az acetofenon aromás keton, reakciói a nyílt láncú ketonok reakcióira hasonlítanak. Enyhébb oxidatív behatásoknak a nyílt láncú ketonokhoz hasonlóan ellenáll. Erélyesebb oxidálószerek (például H2SO4) hatására lánchasadás történik, az oxidáció során benzoesav képződik.
{\displaystyle \mathrm {C_{6}H_{5}COCH_{3}+4\ O\rightarrow C_{6}H_{5}COOH+CO_{2}+H_{2}O} }
Naszcensz hidrogénnel vagy katalizátor jelenlétében szekunder alkohollá redukálható.
{\displaystyle \mathrm {C_{6}H_{5}COCH_{3}+H_{2}\rightarrow C_{6}H_{5}CHOHCH_{3}} }
Erélyesebb redukcióban szénhidrogénné, etilbenzollá alakul. Adja az alifás ketonokra jellemző kondenzációs reakciókat is.